# C'est au programme
C'est au programme (Tout un programme jusqu'en mars 1999) est une émission de télévision française matinale diffusée du 7 septembre 1998 au 5 juillet 2019 sur France 2, et présentée par Sophie Davant.

## Historique
Succédant à Les Beaux Matins, l'émission apparaît le 7 septembre 1998 sous le nom de Tout un programme. En mars 1999, elle change de nom et devient C'est au programme.
À partir du 6 novembre 2008, pour mieux concurrencer l'émission, TF1 lance 10 h le mag présenté par Sandrine Quétier et Julien Arnaud. Certains chroniqueurs sont issus du programme de France 2[réf. nécessaire]. Cette émission s'arrêtera le 18 décembre 2009.
Grâce aux bonnes audiences depuis septembre 2010, C'est  au programme est présentée par Damien Thévenot (l'un des chroniqueurs du programme) pendant les vacances de Sophie Davant.[réf. souhaitée]
Le 12 février 2018, comme Télématin deux semaines auparavant, l'émission change de plateau en intégrant celui des journaux télévisés, modifié pour l'occasion en intégrant un espace de cuisine.
Le 13 mai 2019, France 2 annonce officiellement l'arrêt de l'émission après 21 ans de diffusion, avec pour seule justification un renouvellement des programmes, et notamment des magazines de l'offre de France Télévisions.

## Habillage antenne
En décembre 2011 et en août 2017, le générique de l'émission est légèrement modifié pour ne plus faire apparaitre respectivement Pierre Sled et William Leymergie.
À l'occasion du changement de plateau en février 2018, le générique est renouvelé tout en conservant le concept d'images d'animations de la présentatrice.
La musique du générique est signée Laurent Lombard.

## Concept
L'émission aborde chaque matin de nombreux sujets (culture, santé, voyages et cuisine) présentés par des chroniqueurs, à destination d’un public plutôt féminin. Des invités sont souvent présents pour appuyer ces rubriques. Une question est toujours posée par Sophie Davant afin que les téléspectateurs puissent donner leur opinion par téléphone.

## Chroniques
- La rubrique "société" : présentée par David Artur et Anne-Marie Revol
- La rubrique "culture" : présentée par Damien Thévenot
- La rubrique "conso" : présentée par Aurélia Bloch, David Artur en joker
- La rubrique "santé" : présentée par Richard Zarzavatdjian
- La rubrique "bien-être" : présentée par Christelle Ballestrero
- La rubrique "animaux domestiques" : présentée par le Dr Marie-Claude Bomsel puis par le Dr Yves Lahiani, vétérinaire assisté par Yoann Latouche
- La rubrique tendances : présentée par Karine Abderrahim
- La rubrique "beauté" : présentée par Laurence Dorlhac
- La rubrique "mode" : présentée par Karine Couëdel puis Sophie Brafman
- La rubrique "mystères" : présentée par David Galley
- La rubrique "peoples" : présentée par Danielle Moreau
- La rubrique "jardins" : présentée par Philippe Collignon
- La rubrique "coulisses" : présentée par Loïc Ballet
- La rubrique "nostalgie" : présentée par Frédéric Zeitoun
- La rubrique "déco" : présentée par Sylvie Adigard
- La rubrique "bricolage" : présentée par Patricia Wagner
- La rubrique "différents" : présentée par Sonia Dubois
- La rubrique "voyages" : présentée par Didier Régnier
- La rubrique "droit" : présentée par Roland Perez
- La recette du jour : présentée par Valentin Neraudeau, Benoist Gérard, Éric Leautey, Céline Rivier, Abdel Alaoui...
- L'interactivité avec Alexandre Marcellin

Violaine Vanoyeke y fait, à plusieurs reprises, des chroniques historiques parfois enregistrées à l'étranger, comme à Balbeek au Liban, et y explique et commente "la mode", "la magie", "la superstition"…dans l'Antiquité avec des photos et extraits de films inédits pris sur des lieux de fouilles où elle a elle-même travaillé.

## Diffusion
De septembre 1998 à juin 2006, l'émission est diffusée de 9 h 35 à 10 h 45 les lundi, mardi, jeudi et vendredi. 
En septembre 2006, comme Télématin est allongée d'une demi-heure pour finir à 9 h, avant les diffusions des séries Des jours et des vies et Amour, Gloire et Beauté, C'est au programme est décalée à 9 h 55 pour se terminer à 10 h 45.
À partir de septembre 2009, C'est au programme est aussi diffusé le mercredi matin, soit cinq jours par semaine au total.
Lors des mouvements de grève affectant les locaux de France Télévisions, l'émission n'est pas retransmise. Une ancienne émission la remplace.
Le 13 mai 2019, France 2 annonce officiellement la suppression du magazine à partir de la rentrée 2019, afin de moderniser les matinées de l'antenne mais aussi de proposer une programmation harmonisée des magazines de France Télévisions.

## Audiences
| Émission | Jour et horaire de diffusion  | Audience moyenne          | Audience moyenne | Réf.  |
| Émission | Jour et horaire de diffusion  | Nombre de téléspectateurs | PDM              | Réf.  |
| -------- | ----------------------------- | ------------------------- | ---------------- | ----- |
| 1        | Lundi 4 septembre 2017 (10 h) | 343 000                   | 9,6 %            | [ 6 ] |